# Apostolepis nigroterminata
Apostolepis nigroterminata är en ormart som beskrevs av Boulenger 1896. Apostolepis nigroterminata ingår i släktet Apostolepis och familjen snokar. Inga underarter finns listade i Catalogue of Life.
Arten förekommer i östra Peru och kanske i angränsande områden av Brasilien. Den lever i kulliga områden mellan 300 och 760 meter över havet. Habitatet utgörs av fuktiga skogar. Beskrivna fynd i savannlandskapet Cerradon tillhör antagligen Apostolepis borelli eller en annan art av samma släkte.
För beståndet är inga hot kända och i utbredningsområdet etablerades flera skyddszoner. IUCN listar arten som livskraftig (LC).